# Igreja de São Bartolomeu (Marne)
45° 37' 31" N 9° 33' 23" E
A Igreja de São Bartolomeu (Chiesa parrocchiale di san Bartolomeo em língua italiana) é uma igreja católica do século XII situada no território da comuna de Filago, na fração de Marne.
Nesta igreja foi batizado dom Maurício Malvestiti, bispo de Lodi.

## História
Trata-se de um prédio da primeira metade do século XII de que hoje ainda só mantêm-se a abside.
A estrutura arquitetônica do edifício tem uma nave culminando na abside que apresenta alguns afrescos de difícil datação.
A igreja passou por reformas e expansão no século XIX e XX. A abside foi restaurada entre 1984 e 1988.

## Outras imagens

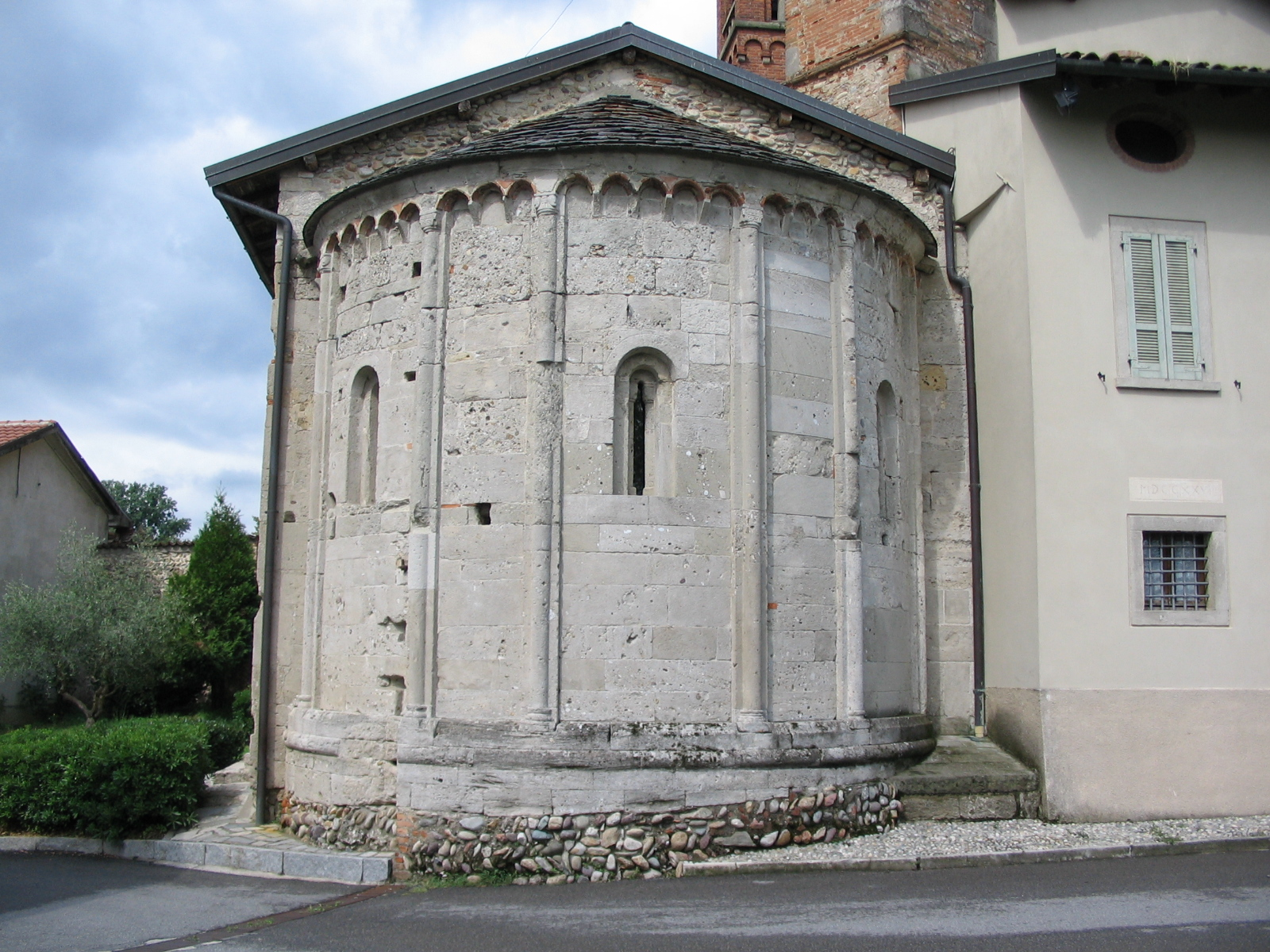
Exterior da abside
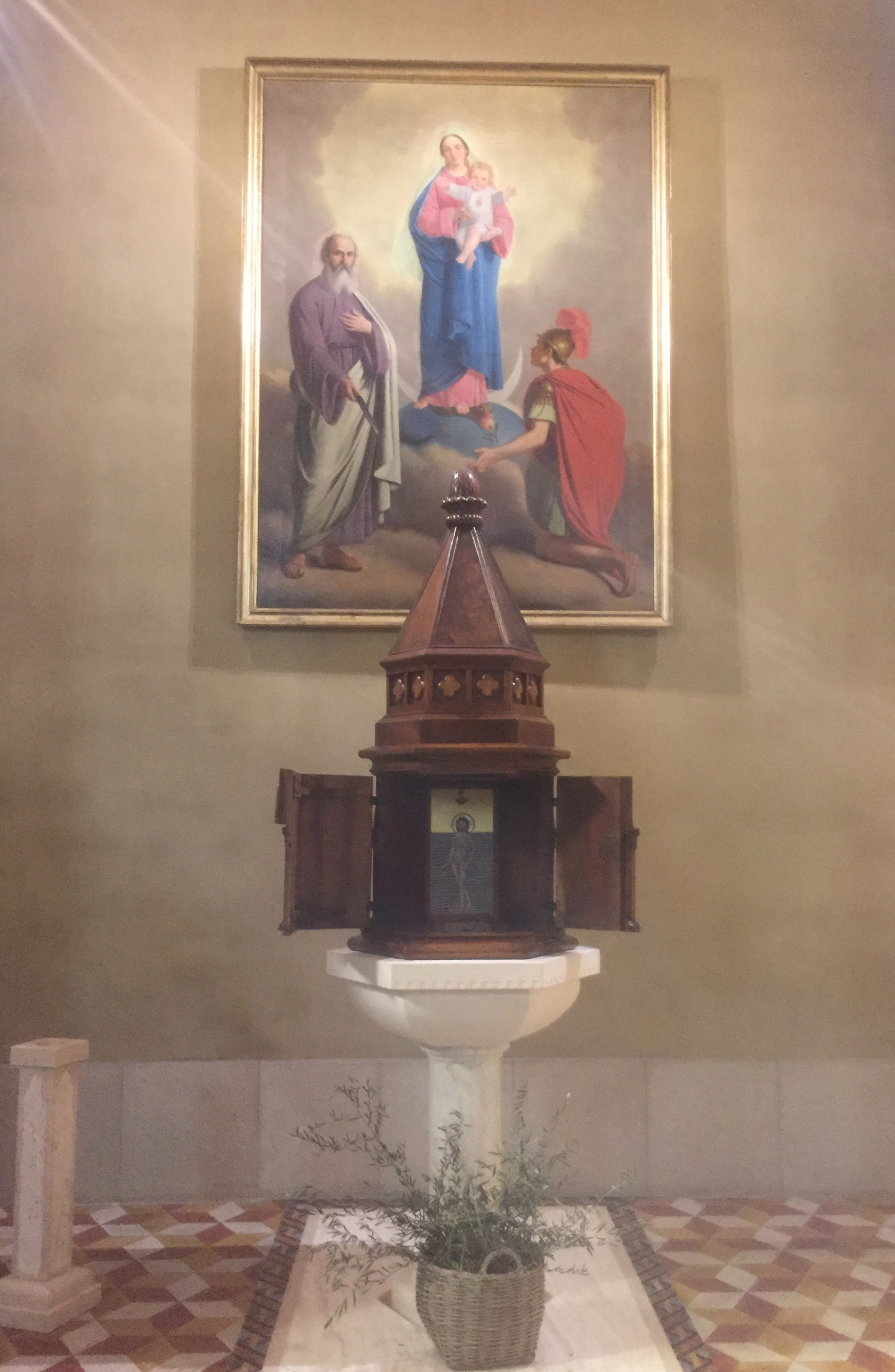
A pia batismal onde dom Maurício foi batizado.